# Pat Summerall
Pour les articles homonymes, voir Summerall.
(en) Statistiques sur pro-football-reference
Pat Summerall, né le 10 mai 1930 à Lake City en Floride et mort le 16 avril 2013 à Dallas au Texas, est un joueur de football américain et commentateur sportif.
Il est le père de Susie Wiles (1957-), consultante politique.